# Stephen Clarke

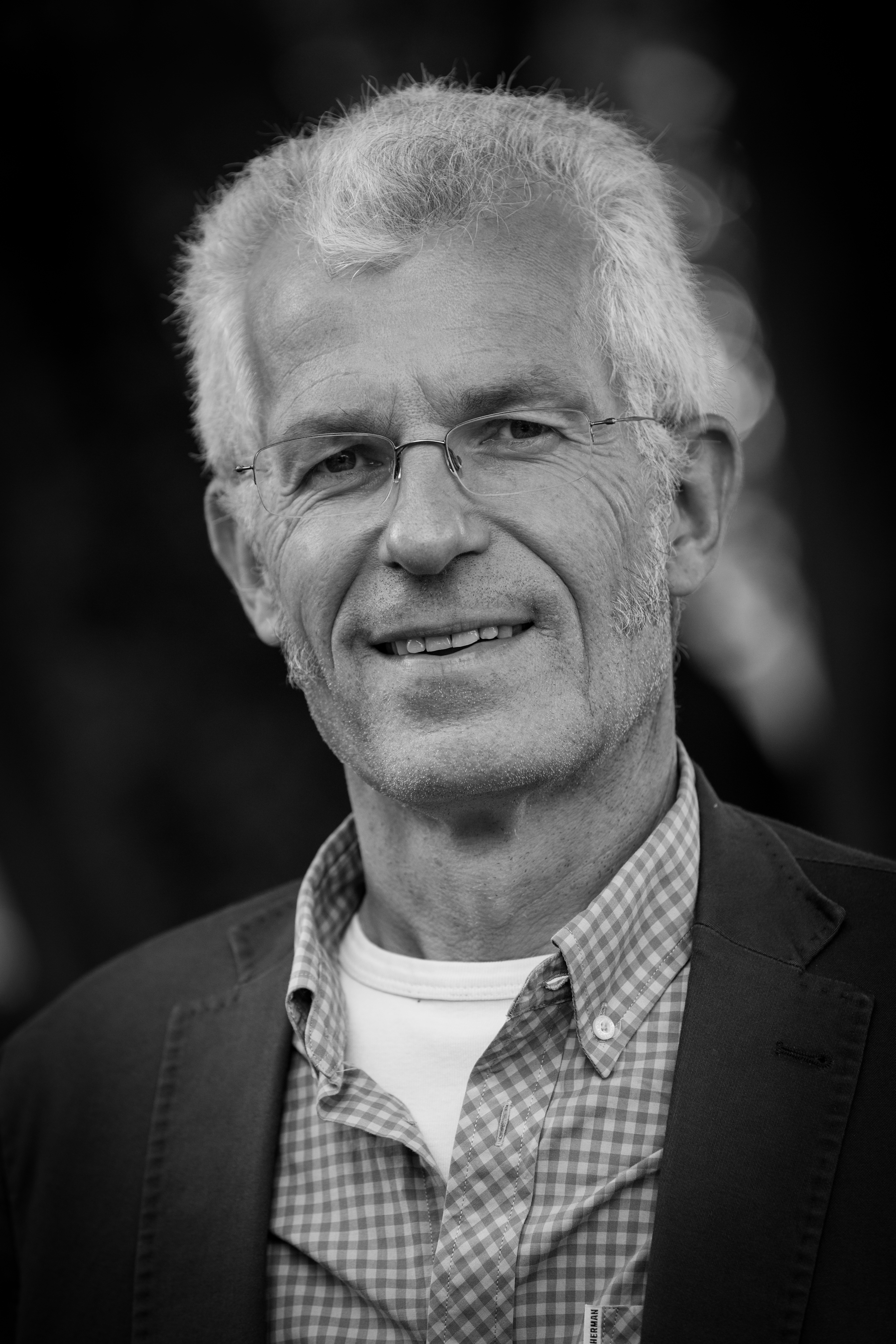
Stephen Clarke, 2014.

Stephen Clarke (n. 15 octombrie 1958, St Albans, Anglia, Regatul Unit) este un jurnalist și scriitor britanic.
Pe lângă calitatea de scriitor, el va lucra ca scriitor de glume pentru BBC Radio 4 și ca textier pentru Gilbert Shelton. La începutul anului 1990 se mută la Paris.
În anul 2004 publică romanul A Year in the Merde, care apare în România sub titlul Un an în Merde. Cartea va avea un mare succes și va tradusă în peste 17 limbi.
În anul 2005 urmează bestseller-ul Merde Actually, iar în  2007 urmează continuarea Merde happens combinat cu Talk to the Snail.

## Opere
- 2004: A Year in the Merde
- 2005: Merde Actually
- 2006: In the Merde for love
- 2006: Talk to the Snail
- 2007: Merde happens